# Pterygophyllum diaphanum
Pterygophyllum diaphanum là một loài Rêu trong họ Hookeriaceae. Loài này được (Sw. ex Hedw.) Brid. mô tả khoa học đầu tiên năm 1819.